# Tuzigoot nationalmonument

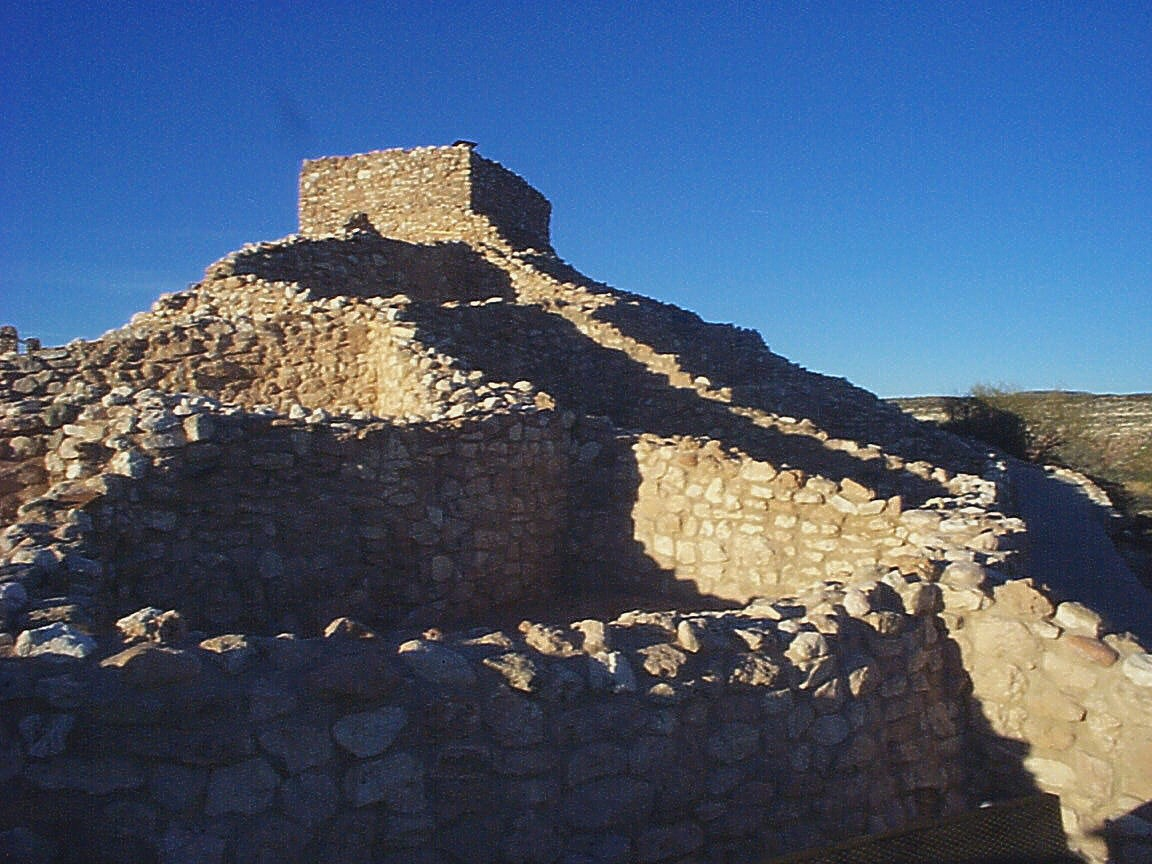
Tuzigoot nationalmonument

Tuzigoot nationalmonument ligger i Yavapai County i delstaten Arizona i USA. Här bevaras byggnader från puebloindianerna.